# Famille de Rotrou
Pour les articles homonymes, voir Rotrou (homonymie).
La famille de Rotrou, du prénom de Rotrou Ier, est une famille noble française originaire du Perche. 
Plusieurs de ses membres ont été comtes du Perche. Ils ont donné leur nom à Nogent-le-Rotrou et Montfort-le-Rotrou (aujourd'hui Montfort-le-Gesnois).
De nos jours, son nom a été relevé par la famille Ploix, dite Ploix de Rotrou.

## Principaux membres de la famille
- Rotrou Ier, comte de Nogent (960-996)
- Fulcois (de Châteaudun, sans doute fils du vicomte Geoffroy Ier et d'Hildegarde de Mortagne, et frère cadet du vicomte Hugues Ier archevêque de Tours en 1003) comte de Mortagne, fin du Xe siècle : sans doute † avant 1003 ; il aura probablement épousé la fille de Rotrou, Mélisende (les généalogies traditionnelles disent l'inverse : Fulcois serait alors le fils de Rotrou Ier et le mari de Mélisende, fille de Geoffroy Ier de Châteaudun et d'Hildegarde de Mortagne)
- Geoffroy Ier, fils du précédent, seigneur de Nogent et de Mortagne (vers 1000-1040), vicomte de Châteaudun (Geoffroy II)
- Hugues Ier, fils du précédent, seigneur de Nogent et de Mortagne (1040-1044), vicomte de Châteaudun (Hugues II)
- Rotrou II, frère du précédent, seigneur de Nogent et de Mortagne (1044-1080), vicomte de Châteaudun (Rotrou Ier)
- Geoffroy II, fils du précédent, comte du Perche (1090-1100). Son frère cadet Hugues III continue les vicomtes de Châteaudun, et leur benjamin Rotrou fait la tige des seigneurs de Montfort-le-Rotrou fondus plus tard dans les Parthenay puis les d'Harcourt
- Rotrou III, fils du précédent, comte du Perche (1100-1144)
- Rotrou IV, fils du précédent, comte du Perche (1144-1191)
- Étienne, fils illégitime de Rotrou III, chancelier du royaume siculo-normand (1166-1168)
- Geoffroy III, fils de Rotrou IV, comte du Perche (1191-1202)
- Thomas, fils du précédent, comte du Perche (1202-1217)
- Guillaume, fils de Rotrou IV, évêque de Châlons-sur-Marne, comte du Perche (1217-1226), dernier comte du Perche de la famille Rotrou

## Pour approfondir